# Thimbleweed Park
Thimbleweed Park ist ein im Retrostil gehaltenes Point-and-Click-Adventure des US-amerikanischen Entwicklerstudios Terrible Toybox, das 2017 veröffentlicht wurde. Das Spiel wurde von Ron Gilbert und Gary Winnick, den Schöpfern von Monkey Island und Maniac Mansion, entworfen und unter anderem mit Hilfe einer Crowdfunding-Kampagne finanziert.

## Handlung
Die Haupthandlung von Thimbleweed Park spielt im Jahr 1987. Im Fluss nahe der heruntergekommenen Kleinstadt Thimbleweed Park wird eine Leiche gefunden. Die zwei FBI-Agenten Angela Ray und Junior-Agent Antonio Reyes ermitteln in dem Mordfall, wobei sie zunächst vom örtlichen Sheriff behindert werden. Auch der örtliche Leichenbeschauer und Gerichtsmediziner sind keine große Hilfe. Stattdessen wimmelt es in der Kleinstadt von zahlreichen Automaten, den sogenannten Trons. Diese sind allesamt mit einer künstlichen Intelligenz ausgestattet und werden mit austauschbaren Elektronenröhren betrieben.
In der Zwischenzeit kehrt die junge Spieleprogrammiererin Delores Edmund nach Thimbleweed Park zurück. Sie hatte vor einigen Jahren die Stadt verlassen, um bei einer Computerspielefirma zu arbeiten. Darüber war ihr Onkel Chuck Edmund, der reiche und exzentrische Stadtgründer, Hotelbesitzer und Betreiber einer Kissenfabrik, so erbost, dass er sie zunächst aus dem Testament streichen ließ. Ursprünglich wollte Chuck seine Nichte als Alleinerbin seiner Kissenfabrik einsetzen, weil Delores äußerst begabt in der Programmierung von Software ist. Dann aber verstarb Onkel Chuck, auch ihr Vater Franklin Edmund verschwand urplötzlich und Delores möchte nun die näheren Todes- und Vermisstenumstände beider Männer aufklären. Auch das Testament interessiert sie. Was sie nicht weiß, ist, dass Franklin unlängst selbst im örtlichen Hotel ermordet worden war und nun als Geist dort umgeht. Franklin wiederum versucht, Delores zu kontaktieren, um sicherzugehen, dass es ihr gut geht und er sich von ihr verabschieden kann.
Auf einem verlassenen Zirkusgelände lebt der verbitterte und soziopathische Clown Ransome, der einst durch Bühnenshows, in denen er das Publikum gezielt beleidigte, Berühmtheit erlangte. Dies ging solange gut, bis er von der voodoobegabten Madame Morena mit einem Fluch belegt wurde. Seit jenem verhängnisvollen Tag ist er pleite, kann sein Makeup nicht mehr entfernen und wird von sämtlichen Stadtbewohnern gemieden. Zu allem Überfluss wurde er von Franklin versetzt, als dieser ein lukratives Geschäft mit sprechenden Puppen anbieten und besprechen wollte. Ransome sieht sich betrogen und macht sich nun, wie schon Delores, auf die Suche nach Franklin.
In der Kanalisation haust der verarmte Obdachlose Willie T. Wino, ein begabter Uhrmacher, Juwelier und Geigenspieler, welcher offenbar durch Betrug durch Onkel Chuck in den Ruin getrieben wurde. Als Willie die Geldbörse des Toten am Fluss bei sich trägt, wird er zum Hauptverdächtigen und vorläufig festgenommen. Doch schnell entdecken die FBI-Agenten, dass Willie nur als Sündenbock herhalten sollte. Der wahre Mörder muss jemand anderes sein.
Agent Reyes hat allerdings auch ein persönliches Motiv, nach Thimbleweed Park zu kommen: Vor vielen Jahren brannte die örtliche Kissenfabrik zu großen Teilen nieder und die Arbeiter verloren ihre Jobs. Zu Reyes’ Leidwesen wurde seinem Vater die Schuld an dem Unglück in die Schuhe geschoben. Mit der Aufklärung des Mordfalles an der Leiche vom Fluss will Reyes gleichzeitig die wahren Umstände um den Fabrikbrand klären und den Namen seines Vaters reinwaschen. Auch Agentin Ray hat eine ganz eigene Mission: Sie soll eine bestimmte Spieleprogrammierungssoftware stehlen.
Bald fällt den Agenten auf, dass der Sheriff, der Leichenbeschauer und der Rezeptionist des Hotels alle exakt gleich aussehen. Und alle drei sehen auch noch genauso aus wie Onkel Chuck. Offenbar bergen Thimbleweed Park und Chuck ein düsteres Geheimnis. Um dieses ergründen zu können, verschaffen sich die Protagonisten Zutritt in die halb zerstörte Fabrik. Was sich dort verbirgt, ist ein unbeschreiblicher Schock für alle Beteiligten: Kurz vor seinem vermeintlichen Tod war es Onkel Chuck gelungen, seinen Geist in einen von ihm entwickelten Computer mit künstlicher Intelligenz zu transferieren. Dabei lernte er, dass alle Personen der Geschichte in einem Computerspiel gefangen sind. Um zu entkommen, müssen die Betroffenen das Spiel löschen.
Schlussendlich gelingt es Delores, das Sicherheitssystem des Firmencomputers lahmzulegen. Die FBI-Agenten schaffen es, bis zur virtuellen Form von Chuck vorzudringen. Als Delores ihren Onkel von der künstlichen Intelligenz trennen kann, bittet Chuck alle Beteiligten um Verzeihung und erzählt, was sich vor vielen Jahren wirklich zugetragen hatte: Seine eigene Schöpfung hatte sich verselbstständigt, ihn ausgetrickst und versklavt. Der Computer baute die ehemalige Kissenfabrik in eine Klonfabrik um. Dies erklärt, warum der Sheriff, der Gerichtsmediziner und der Hotelrezeptionist allesamt gleich aussehen und Chuck nachempfunden sind. Bevor Delores das Spiel löscht, wollen die Hauptpersonen ihre persönlichen Missionen vollenden: Ransome entschuldigt sich bei Madame Morena und den Stadtbewohnern für sein garstiges Verhalten, Franklin verabschiedet sich von Delores und entschwindet ins Jenseits. Reyes kann einen Bericht in der Regionalzeitung veröffentlichen, der ein Geständnis von Chuck enthält und damit die Unschuld von Reyes’ Vater beweist. Agentin Ray schafft es, die Software zu entwenden und wird daraufhin von ihren Auftraggebern aus dem Spiel heraustransferiert. Delores fährt anschließend den Computer herunter und beendet das Spiel.

## Spielprinzip und Technik
Steuerung

Das Spiel bietet jenes Options- und Befehlemenü, wie es zum Beispiel auch in Maniac Mansion und Zak McKracken and the Alien Mindbenders zum Einsatz kommt und für das beide vorgenannten Spiele berühmt wurden. Die Befehle Öffne, Schließe, Gebe, Nehme, Schaue an, Rede mit, Drücke, Ziehe und Benutze sind, ganz links, jeweils zu dritt in drei senkrechten Spalten angeordnet. Rechts daneben befindet sich das Item-Inventar. In kleinen, quadratischen Fenstern erscheinen aufgenommene Objekte als Miniaturdarstellungen. Der Spieler fährt mit einem kreuzförmigen Mauszeiger über das Bild. Objekte, Personen und Orte, mit denen interagiert werden kann, werden namentlich benannt und hervorgehoben.
Spielprinzip

Thimbleweed Park ist ein klassisches Point-and-Click-Adventure. Der Spieler übernimmt die Rolle mehrerer Spielfiguren, löst Rätsel durch Aufnehmen und Kombinieren von Gegenständen und führt Dialoge mit anderen Spielfiguren, um so die Handlung voranzutreiben. Während es bei Maniac Mansion noch Rätselsackgassen gab und die Spielfiguren sterben konnten, gibt es dies bei Thimbleweed Park (fast) nicht. Die Philosophie, den Spieler beim Erkunden meist nicht zu bestrafen und aus der Spielwelt herauszureißen, ist somit dieselbe wie bei späteren LucasArts-Adventures.
Thimbleweed Park bietet neben dem normalen Spielmodus auch einen einfachen Modus für unerfahrene Adventurespieler. Der einfache Modus unterscheidet sich vom normalen Modus darin, dass einige Rätsel übersprungen werden oder bereits vorgelöst sind.

## Produktionsnotizen
Ron Gilbert und Gary Winnick, die sich aus der Zeit, in der sie gemeinsam Maniac Mansion bei Lucasfilm Games entwickelten, kennen, beschlossen 2014 eine Crowdfundingkampagne für ein Adventurespiel ins Leben zu rufen, um zu erkunden, was den Charme der klassischen Point-and-Click-Adventurespiele Ende der 1980er und Anfang der 1990er Jahre ausmachte, der vielen neueren Adventurespielen ihrer Meinung nach fehlt. Das Spiel sollte sich anfühlen, „als ob man eine alte staubige Schreibtischschublade öffnet und ein unentdecktes LucasArts-Adventure findet, das man bisher noch nicht gespielt hat“.
Nach einem gemeinsamen Brainstorming zu möglichen Handlungen für das Spiel beschlossen sie, einige der von ihnen skizzierten Konzepte, die ihnen am meisten gefielen, zu einer Neo-Noir-Mystery-Satire zu verweben, mit Anleihen an Fernsehserien wie Twin Peaks, The Twilight Zone, The Outer Limits, Akte X und True Detective. Eine große Inspiration war Stephen King, dessen Geschichten häufig in amerikanischen Kleinstädten spielen.
Nach erfolgreicher Kickstarter-Kampagne holten sie weitere ehemalige Lucasfilm-Games-Mitarbeiter ins Team, wie David Fox, Schöpfer von Zak McKracken and the Alien Mindbenders, und Mark Ferrari, der die Hintergrundgrafiken von The Secret of Monkey Island und Loom zeichnete.
Gilbert und Winnick firmieren unter dem Namen Terrible Toybox, Inc.
Am 18. November 2014 wurde bei Kickstarter das Projekt gegründet. Als Ziel war 375.000 US-Dollar angesetzt, das bereits nach einer Woche durch über 10.000 Spender erreicht wurde. Daraufhin wurden von den Projektleitern weitere Ziele gesetzt, ab welcher Summe welche Zusatz-Features in das Spiel Einzug erhalten sollten.
| Spendensumme      | Realisierung / Feature |
| ----------------- | --- |
| 375.000 US-Dollar | Finanzierung des Projekts |
| 425.000 US-Dollar | Übersetzung der Spiel-Texte in die Sprachen Deutsch, Französisch, Italienisch und Spanisch                                                  |
| 425.001 US-Dollar | Dieser Gag wurde von den Projektleitern spontan eingefügt, als Boris Schneider-Johne seine kostenlosen Übersetzungsdienste angeboten hatte. |
| 525.000 US-Dollar | Englische Sprachausgabe |
| 625.000 US-Dollar | Portierung auf die mobilen Betriebssysteme Android und iOS                                                                                  |

Die letzten beiden Ziele wurden nach Erreichen der Übersetzungs-Stufe ausgetauscht, da die Projektleiter eine Sprachausgabe als wichtiger eingestuft haben, als die Portierung auf mobile Geräte. Einen Monat nach dem Start wurde das Kickstarter-Projekt am 18. Dezember 2014 erfolgreich von 15.623 Spendern mit insgesamt 626.250 US-Dollar finanziert. Nach Gebühren von etwa 9 % an die Dienstleister Kickstarter und Amazon und abzüglich der nicht gedeckten Zahlungen blieb dem Projekt am Schluss eine Summe von 564.162 US-Dollar. Eine parallele Finanzierung über PayPal hat den Gründern weitere 8000 US-Dollar eingebracht, die als Rücklage dienen sollen. Bis zur Erstveröffentlichung wurden alle Ziele realisiert. Lediglich die Portierung auf die mobilen Betriebssysteme wurde von den Entwicklern um einige Monate verschoben.
Einzelne Spendenbeträge wurden auch während der Finanzierungsphase mit bestimmten Gegenleistungen belohnt. So konnte man sich beispielsweise ab einem Betrag von 20 US-Dollar eine DRM-freie Kopie des Spiels sichern, sobald dies fertig gestellt ist. Ab einem Betrag von 25 US-Dollar konnte man sich scherzhaft von der Schuld freikaufen, falls man Raubkopien von Maniac Mansion oder Monkey Island in seiner Jugendzeit gespielt hat. Ab 50 US-Dollar erhielt man einen eigenen Eintrag im Telefonbuch im Spiel, welchen man sogar mit einem persönlichen Anrufbeantworterspruch ausstatten kann. Neben weiteren Merchandising-Artikeln konnte man sich ab einer Summe von 5000 US-Dollar sogar eine personalisierte Spielfigur im Spiel zusichern oder ab 10.000 US-Dollar eine handgemachte Puppe eines Charakters im Spiel. Alle Beträge schlossen dabei immer alle Gegenleistungen der niedrigeren Beträge mit ein.
Mit der Entwicklung des Spiels wurde Anfang 2015 begonnen. Da das Spiel durch Spenden finanziert wurde, beschlossen die Gründer, wöchentlich über einen Blog und Podcasts einen Statusbericht des Entwicklungsprozesses und Einblicke in die verwendeten Techniken und Strategien zu geben. Oftmals wurden auch die Leser öffentlich gefragt, ob sie bestimmte Programmierwerkzeuge kennen, die hilfreich bei der Entwicklung sein könnten. Da jedoch nicht alle frei oder kommerziell verfügbaren Programme oder Tools alle Probleme lösen konnten, wurde beschlossen, die Engine des Spiels von Grund auf neu zu programmieren.
Das Spiel wurde am 30. März 2017 für Linux, macOS, Windows und für die Xbox One veröffentlicht. In den Monaten nach der Erstveröffentlichung wurden noch einige Features nachgereicht. So wurde im Juni 2017 die Möglichkeit hinzugefügt, dass die spielbaren Charaktere miteinander reden. Auch ein Tipp-System (englisch hint system) wurde eingebaut, um Spieler zu unterstützen, die an einer Stelle nicht weiterkommen. Im August wurde eine neue Rätselkette eingebaut, mit der Tokens für die Spielhalle erhalten werden können.
Am 22. August 2017 erfolgte die Veröffentlichung für die PlayStation 4. Am 19. September 2017 kam der Release für iOS-Devices. Seit dem 21. September 2017 ist das Spiel auch für die Nintendo Switch erhältlich. Für Android-Geräte wurde das Spiel am 10. Oktober 2017 veröffentlicht.
Bezüglich der Finanzierbarkeit eines möglichen direkten Nachfolgers bzw. allgemein eines seinen Qualitätsansprüchen genügenden neuen Adventure-Spiels äußerte sich Ron Gilbert sehr kritisch.

### Running Gags und Easter Eggs
In Thimbleweed Park gibt es zahlreiche Running Gags und Easter Eggs, die meisten davon nehmen Bezug auf die berühmten Spiele Maniac Mansion, Zak McKracken und Monkey Island. So kann der Spieler unter anderem die menschenfressende Pflanze aus dem Herrenhaus von Maniac Mansion im örtlichen Gemischtwarenladen bewundern, es findet sich ein Hamster in der Mikrowelle und tatsächlich eine Kettensäge mit Benzin. Aus Monkey Island stammt der Kopf des Navigators, der nun in Madame Morenas Okkultladen ausgestellt ist. Auch die aus Zak McKracken wohlbekannte Nasenbrille kommt mehrfach zum Einsatz. Zu guter Letzt sei die Zahl 1138 erwähnt: Ransome muss einem Zirkusmitarbeiter 1138 US-Dollar zahlen, damit er sein Witzebuch wiederbekommt. Die Zahl entstammt George Lucas’ erstem Kinofilm THX 1138.

## Rezeption
Thimbleweed Park erhielt größtenteils positive Bewertungen. Die Rezensionsdatenbank Metacritic aggregiert 59 Rezensionen zu einem Mittelwert von 84. IGN sah das Spiel in direkter Tradition der LucasArts-Spiele Monkey Island und Maniac Mansion. Das Magazin lobte Story, kompakte Rätselketten und komplexe Konversationsrätsel, kritisierte aber die Sprecher, die dem Spiel „kein Leben einhauchen“ würden. Laut Gamestar könne das Adventure trotz Nostalgie und 1980er-Jahre Charme nicht an die klassischen LucasArts-Adventures heranreichen. Insbesondere das Absuchen des Bildschirms nach interagierbaren Elementen wird kritisiert. Der Wiederspielwert sei gering und einige Sprecher seien störend. PC Games lobte das ungewöhnliche Puzzledesign. Die Handlung hingegen sei wirr, die Protagonisten blieben blass. Das Spiel sei zwar voller Anspielungen auf Gilberts frühere Werke, der Humor könne jedoch nicht an die Klassiker heranreichen.
- Adventurecorner.de: „Die Altmeister sind zurück und stellen Eindrucksvoll unter Beweis, dass Adventures mit klassischem Gewand auch heute noch funktionieren können. ‘Thimbleweed Park’ bringt eine im Genre-Vergleich ungeahnte spielerische Freiheit bei den Rätseln, was die Reihenfolge und Vielzahl der Aufgaben angeht. Die Entwickler verlieren den Spieler dabei aber nie aus den Augen. Überall entdecken wir kleine Details, finden Hinweise auf mögliche Lösungswege oder erfreuen uns über Anspielungen auf die alten Klassiker. Darüber hinaus gelingt es der Geschichte, den Spieler wirklich an den Monitor zu fesseln. Für ungeübte Spieler gibt es eine leichtere Variante – hier wurde wirklich an fast alles gedacht. Auch die Grafik im Pixel-Look überzeugt und selbst die auf den ersten Blick umständlich wirkende Steuerung geht schnell in Fleisch und Blut über. Punktabzug gibt es hingegen für kleinere Schnitzer bei den Bildschirmtexten in der deutschen Version, die nicht immer in den vorgegebenen Rahmen passen oder die zum Teil identischen Gesprächsoptionen der zwei Agenten…“ – Wertung: 89 %[18]
- Adventures-Kompakt.de: „Thimbleweed Park ist ein neues Adventure von Ron Gilbert, dem Schöpfer von Maniac Mansion, The Secret of Monkey Island und Monkey Island 2. Wer also wieder ein ähnliches Spiel erwartet, wird nicht enttäuscht werden. Das Spiel bringt ganz viele schöne Eigenschaften der alten Spiele mit und verschönt diese mit zeitgemäßem Humor bei, besonders im ersten Teil des Spiels, gelungener und spannender Story. Das Spiel kann also ältere und jüngere Spielerjahrgänge begeistern. Ein kleiner Wermutstropfen bleibt: Es gibt keine deutschen Sprecher – also englische Stimmen und deutsche Texte.“ – Wertung: 86 %[19]

### Auszeichnungen
Bei den Aggie Awards des Fachmagazins Adventure Gamers siegte Thimbleweed Park 2017 in der Kategorie „Best Gameplay“ und errang außerdem die Publikumspreise in den Kategorien „Best Story“, „Best Writing – Comedy“ und „Best Gameplay“.